# 張璲
張璲（1444年—？），字廷佩，山西平陽府安邑縣人，鹽籍，明朝政治人物。

## 生平
山西鄉試第六十二名舉人，成化五年（1469年）中式己丑科會試第一百六十九名，二甲第一名進士。改庶吉士，七年（1471年）授浙江道監察御史，出為化州知州。

## 家族
曾祖張德臨；祖父張居讓；父張原清。